# Barger Heide
Die Barger Heide ist ein Naturschutzgebiet in der niedersächsischen Hansestadt Stade im Landkreis Stade.
Das Naturschutzgebiet ist rund 40 Hektar groß. Es ist größtenteils Bestandteil des FFH-Gebietes „Schwingetal“. Im Westen grenzt es an das Landschaftsschutzgebiet „Schwingetal“. Das im Süden von Stade südlich der Ortsteile Groß Thun und Barge liegende Gebiet, das seit dem 14. Juli 2017 unter Naturschutz steht, war zuvor als geschützter Landschaftsbestandteil ausgewiesen. Zuständige untere Naturschutzbehörde ist der Landkreis Stade.

## Geschichte
Während der letzten Eiszeit wurden durch das Eis Steine und Sand in die Landschaft gebracht. Nach dem Ende der Eiszeit wehte der vorwiegend aus westlichen Richtungen kommende Wind den Sand zu Dünen auf. Diese Dünenlandschaft lässt sich heute noch durch die wellige Oberfläche mit Höhenunterschieden von mehreren Metern erkennen. Die Barger Heide steigt von 5 m bis zu 12 m über dem Meeresspiegel an.
Teile der Barger Heide wurden im 19. Jahrhundert als Ackerfläche genutzt. Nach 1871 diente sie der Stader Garnison als Manövergelände. Nach erneuter landwirtschaftlicher Nutzung nach dem Ersten Weltkrieg wurde die Barger Heider ab 1935 Exerzierplatz. Aus der angrenzenden Sandkuhle wurde 1938 Sand entnommen, um die Rollbahnen des Fliegerhorstes aufzuschütten.
1980 erwarb die Stadt Stade die Barger Heide und stellte sie 1989 durch Satzung als geschützten Landschaftsbestandteil unter Schutz. Seit 2010 sind große Teile des Gebiets am Rand des Schwingetals außerdem Teil des EU-Schutzgebietsnetzes Natura 2000.
Das Areal entwickelte sich seit der Ausweisung als geschützter Landschaftsbestandteil weitgehend ungestört. Grasflächen breiteten sich dadurch aus und eine von den Seiten ausgehende Verbuschung verdrängte zunehmend die Heideflächen. Die Stader Stadtverwaltung erkannte Anfang 2000 das Problem und startete erste Maßnahmen, um die Heideflächen vor der Verbuschung zu retten. Um die Heide dauerhaft als Lebensraum zu erhalten, konnte 2004 ein benachbarter Landwirt gefunden werden, der die vergrasten und verbuschten Heideflächen seitdem mit Heidschnucken beweidet.
Seit 2012 unternimmt die Hansestadt Stade mit Unterstützung des Landkreises Stade mehrere Naturschutzmaßnahmen in der Barger Heide, damit sich die Besenheide dort stärker ansiedeln und entwickeln kann. Unter Einsatz eines Baggers wurde der nährstoffreiche Boden oberflächlich abgetragen. Der verbleibende Boden wird so nährstoffärmer und die offenen Flächen erleichtern die natürliche Ansiedlung der Besenheide. Weiterhin werden Entkusselungsmaßnahmen durchgeführt, um aufkommende Gehölze zurückzudrängen. Hierbei wird auch die aus Nordamerika stammende Spätblühende Traubenkirsche entfernt, die viele heimische Pflanzen verdrängt.

## Beschreibung
Die Barger Heide wird von trockenen Heideflächen mit Besenheide, Sandtrockenrasen mit Silber- und Straußgras sowie mageren Grünlandflächen geprägt. Stellenweise sind Sonderbiotope wie Offensandflächen zu finden. Neben der Besenheide, die im Gebiet großflächig siedelt, sind Heidenelke, Behaarter und Englischer Ginster zu finden. In der Barger Heide konnten u. a. 145 Arten von Blütenpflanzen sowie 150 Nachtfalterarten nachgewiesen werden.
In den Randbereichen des Gebietes stocken neben Nadelholzbeständen teilweise naturnahe Laubwälder mit Stieleiche. Die Laubwälder verfügen über einen hohen Alt- und Totholzanteil.
Durch das Naturschutzgebiet verlaufen mehrere Wege. Das Gebiet grenzt an Verkehrs- bzw. Wirtschaftswege und ist weitestgehend von landwirtschaftlichen Nutzflächen, im Westen teilweise auch von bewaldeten Flächen, umgeben.